# 比曼冰川
70°58′S 164°38′E / 70.967°S 164.633°E
比曼冰川是南極洲的冰川，位於維多利亞地的彭內爾海岸，處於阿納雷山脈西南部麥克林冰川以北，現時由南極條約體系管理。